# Hatta Naoki
Hatta Naoki (八田 直樹 Hatta Naoki, sinh ngày 24 tháng 6 năm 1986 ở Ise, Mie) là một cầu thủ bóng đá người Nhật Bản thi đấu cho Júbilo Iwata.

## Thống kê sự nghiệp
Cập nhật đến ngày 23 tháng 2 năm 2018.
| Thành tích câu lạc bộ | Thành tích câu lạc bộ | Thành tích câu lạc bộ | Giải vô địch | Giải vô địch | Cúp                   | Cúp                   | Cúp Liên đoàn | Cúp Liên đoàn | Châu lục | Châu lục  | Tổng cộng | Tổng cộng |
| Mùa giải              | Câu lạc bộ            | Giải vô địch          | Số trận      | Bàn thắng    | Số trận               | Bàn thắng             | Số trận       | Bàn thắng     | Số trận  | Bàn thắng | Số trận   | Bàn thắng |
| Nhật Bản              | Nhật Bản              | Nhật Bản              | Giải vô địch | Giải vô địch | Cúp Hoàng đế Nhật Bản | Cúp Hoàng đế Nhật Bản | Cúp Liên đoàn | Cúp Liên đoàn | AFC      | AFC       | Tổng cộng | Tổng cộng |
| --------------------- | --------------------- | --------------------- | ------------ | ------------ | --------------------- | --------------------- | ------------- | ------------- | -------- | --------- | --------- | --------- |
| 2005                  | Júbilo Iwata          | J1 League             | 0            | 0            | 0                     | 0                     | 0             | 0             | 0        | 0         | 0         | 0         |
| 2006                  | Júbilo Iwata          | J1 League             | 0            | 0            | 0                     | 0                     | 0             | 0             | -        | -         | 0         | 0         |
| 2007                  | Júbilo Iwata          | J1 League             | 0            | 0            | 0                     | 0                     | 0             | 0             | -        | -         | 0         | 0         |
| 2008                  | Júbilo Iwata          | J1 League             | 1            | 0            | 0                     | 0                     | 0             | 0             | -        | -         | 1         | 0         |
| 2009                  | Júbilo Iwata          | J1 League             | 8            | 0            | 3                     | 0                     | 2             | 0             | -        | -         | 13        | 0         |
| 2010                  | Júbilo Iwata          | J1 League             | 18           | 0            | 2                     | 0                     | 7             | 0             | -        | -         | 27        | 0         |
| 2011                  | Júbilo Iwata          | J1 League             | 0            | 0            | 1                     | 0                     | 2             | 0             | -        | -         | 3         | 0         |
| 2012                  | Júbilo Iwata          | J1 League             | 32           | 0            | 0                     | 0                     | 4             | 0             | -        | -         | 36        | 0         |
| 2013                  | Júbilo Iwata          | J1 League             | 13           | 0            | 1                     | 0                     | 5             | 0             | -        | -         | 19        | 0         |
| 2014                  | Júbilo Iwata          | J2 League             | 35           | 0            | 2                     | 0                     | -             | -             | -        | -         | 37        | 0         |
| 2015                  | Júbilo Iwata          | J2 League             | 1            | 0            | 2                     | 0                     | –             | –             | –        | –         | 3         | 0         |
| 2016                  | Júbilo Iwata          | J1 League             | 4            | 0            | 2                     | 0                     | 4             | 0             | –        | –         | 10        | 0         |
| 2017                  | Júbilo Iwata          | J1 League             | 2            | 0            | 0                     | 0                     | 2             | 0             | –        | –         | 4         | 0         |
| Tổng cộng sự nghiệp   | Tổng cộng sự nghiệp   | Tổng cộng sự nghiệp   | 114          | 0            | 13                    | 0                     | 26            | 0             | 0        | 0         | 153       | 0         |